# Pedro de Natal
Pedro de Natal, ou Pietro Ungarello de Marco de 'Natali, mais conhecido como Petrus de Natalibus (d.1400 x 1406), foi um bispo italiano e autor de uma coleção de vidas dos santos.
Nenhum detalhe do início da vida desse hagiógrafo foi entregue a nós. Veneziano, consagrou-se ao estado eclesiástico, tornando-se um cânone em Equilio (Jesolo). Em 5 de julho de 1370, ele foi elevado à sede episcopal daquela cidade. Também faltam detalhes sobre sua atividade pastoral. A última menção a ele refere-se ao ano de 1400 e, em 1406, outro aparece como bispo de Equilio; a data de seu falecimento, portanto, deve ser definida entre esses dois anos.
Ele é conhecido principalmente como autor da Lendas dos Santos em doze livros, uma obra de ampla circulação. Ao organizar as várias vidas, ele segue o calendário da Igreja.
A coleção, impressa pela primeira vez em Vicenza, 1493, passou por muitas edições, a última das quais (a oitava) apareceu em Veneza, 1616.